# Kaarlo Vaala

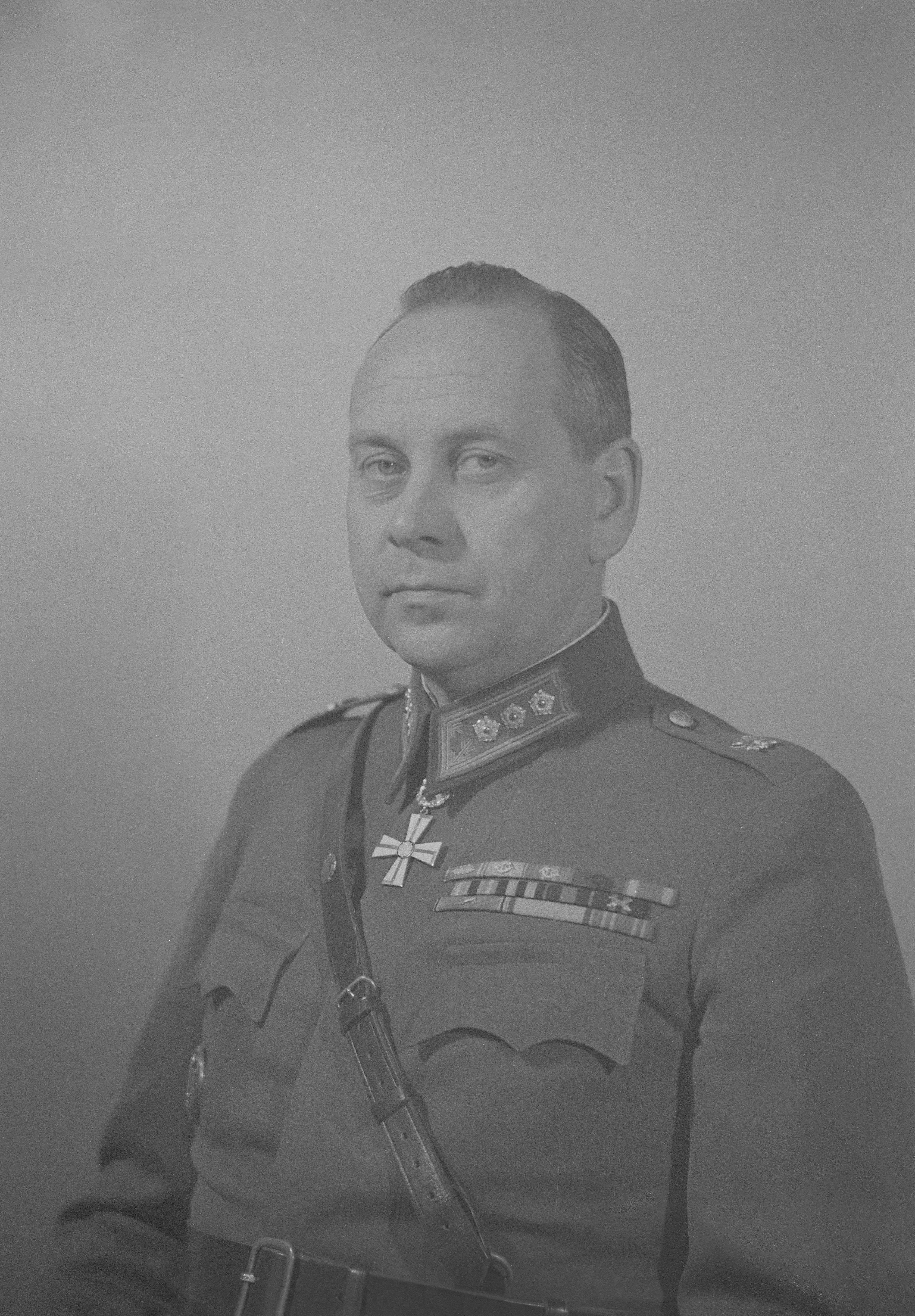
Kaarlo Vaala.

Kaarlo Oskar Eino Vaala (till 1924 Vihervirta), född 15 januari 1899 i Åbo, död 13 januari 1982 i Helsingfors, var en finländsk militär. 
Vaala deltog som frivillig plutonchef i finska inbördeskriget 1918, genomgick Artilleriskolan 1918 och Krigshögskolan 1924–1926 samt var 1928–1929 lärare i artilleritaktik och vapenlära vid den sistnämnda. Under vinterkriget förde han befälet över infanteriregementet JR 13 på Karelska näset och var under mellankrigsperioden chef för operativa avdelningen vid landstridskrafternas stab och chef för skyddskårernas befälsskola. I fortsättningskriget var han kommendör för JR 13 på Aunusnäset och vid Svir augusti 1941 – februari 1942. Han blev därefter kommenderad till VI armékårens stab för uppgörande av Aunusnäsets befästningsplan och var 1942–1944 chef för Högkvarterets kommandoavdelning. 
Efter kriget var Vaala tillförordnad och ordinarie chef för gränsbevakningen från 1947 till 1962, då han avgick med pension. Han uppnådde generallöjtnants grad 1956. Som ordförande för den så kallade Vaalakommissionen ledde han den interimistiska förvaltningen av det i januari 1956 återbördade Porkalaområdet fram till den 30 maj 1956. 